# 赤峰玉龙机场
赤峰玉龙机场是一个位于中国内蒙古自治区赤峰市的军民两用机场。 2023年該機場之旅客流量為1,924,464人次。

## 改扩建
2020年9月18日0时至9月27日24时，赤峰玉龙机场停航10天，完成了机场主跑道延长300米道面、平行滑行道和南北端联络道的施工，跑道延长300米后达到了2800米。9月28日，赤峰玉龙机场复航。

## 航点
2017-2018冬春航季
| 航空公司           | 目的地                                |
| ------------------ | ------------------------------------- |
| 华夏航空（G5）     | 包头、大连、呼和浩特                  |
| 中国联合航空（KN） | 北京/大興                             |
| 中国国际航空（CA） | 北京/首都、呼和浩特                   |
| 长龙航空（GJ）     | 哈尔滨、杭州                          |
| 天津航空（GS）     | 呼和浩特、沈阳、天津、呼伦贝尔/海拉尔 |
| 中国东方航空（MU） | 天津                                  |